# Persoonia gunnii
Persoonia gunnii (лат.) — кустарник, вид рода Персоония (Persoonia) семейства Протейные (Proteaceae), эндемик Тасмании (Австралия).

## Ботаническое описание

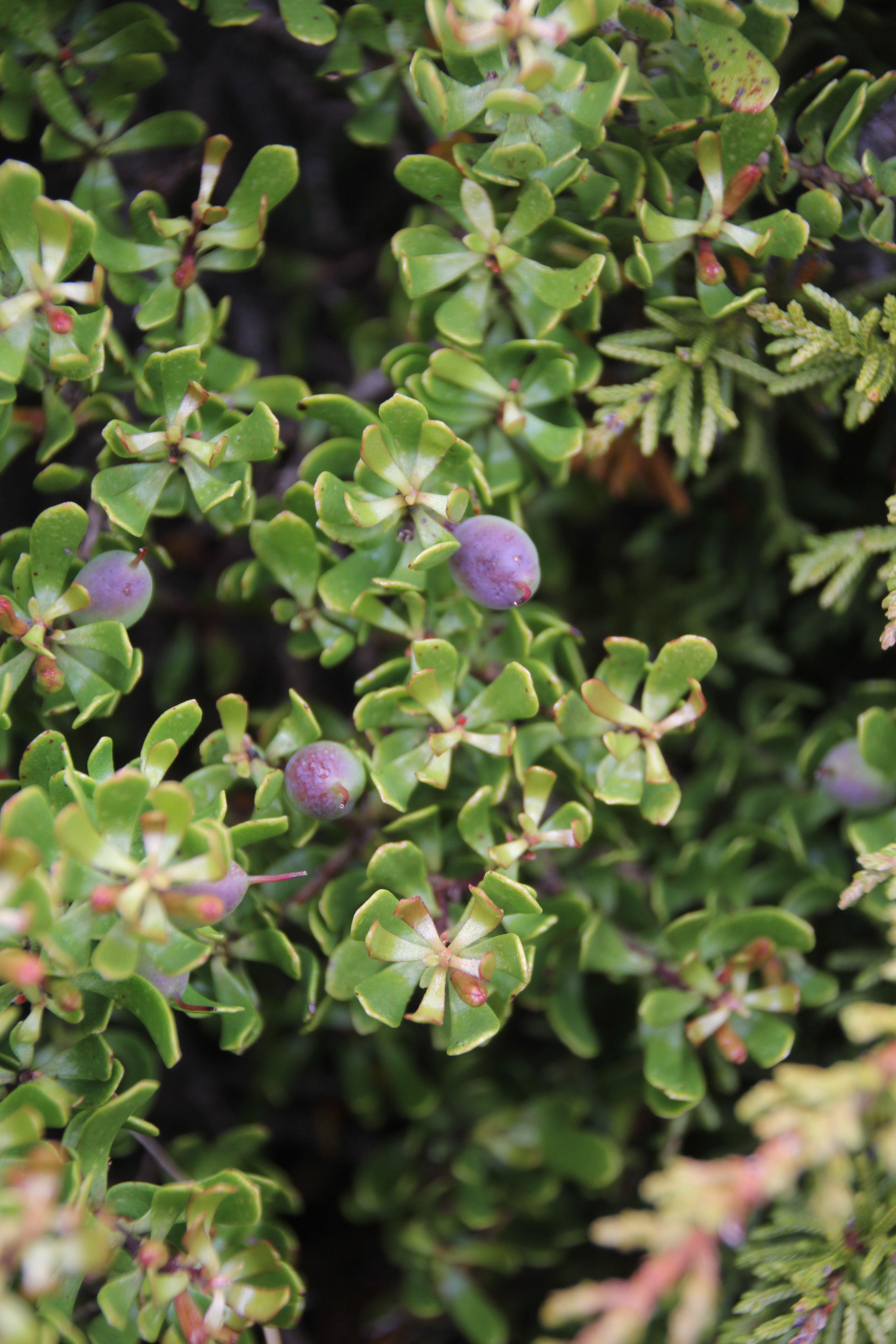
Листья и плоды

Persoonia gunnii — прямостоячий куст высотой 0,65-3 м. Молодые веточки покрыты прямыми, беловатыми или сероватыми волосками. Листья лопаткообразные или яйцевидные с более узким концом к основанию, длиной 10-50 мм, шириной 3-10 мм и загнутыми вверх со стоячим кончиком. Цветки расположены на опушённых цветоножках длиной 2,5-5 мм, листочки околоцветника от белого до кремового цвета, длиной 10-13,5 мм длиной и опушены снаружи, за исключением гладкого кончика. Цветение с декабря по май. Вид иногда путают с похожим видом P. muelleri.

## Таксономия
Впервые вид был официально описан в 1847 году английским ботаником Джозефом Долтоном Гукером в London Journal of Botany Уильяма Гукера по образцам, собранным Рональдом Кэмпбеллом Ганном на равнинах Мей-Дей.
Популяции с промежуточными характеристиками между P. gunnii и P. muelleri известны из местонахождений озеро Дов — гора Крейдл и гора Адамсон — Южный мыс. Дополнительные промежуточные образцы с подвидом P. muelleri angustifolia были зарегистрированы на пике Адамсона, хребте Саут-Кейп и в районе залива Речерч на юге Тасмании, но для оценки их статуса необходимы дальнейшие исследования.

## Распространение и местообитание
Persoonia gunnii — эндемик Тасмании. Встречается к югу и западу от хребта Блэк-Блафф — озера Сент-Клэр и реки Деруэнт на высоте от 500 до 1300 м над уровнем моря. Среды обитания включают альпийские пустоши, субальпийские влажные склерофитовые леса и тропические леса на почвах, состоящих из долерита, кварцита и известняка и расположенныих над ними.

## Экология
Вид крайне чувствителен к патогенному грибку Phytophthora cinnamomi.